# Rustam Ashurmatov
Rustam Ashurmatov (Kokand, 7 luglio 1996) è un calciatore uzbeko, difensore del Esteghlal e della nazionale uzbeka.

## Carriera

### Club
Ha giocato nella prima divisione uzbeka, in quella sudcoreana ed in quella russa.

### Nazionale
Ha giocato nelle nazionali giovanili uzbeke Under-17, Under-20 ed Under-23.
Nel 2017 ha esordito in nazionale maggiore.
Nel 2023 viene convocato per la Coppa d'Asia.

## Statistiche

### Cronologia presenze e reti in nazionale
| Cronologia completa delle presenze e delle reti in nazionale ― Uzbekistan | Cronologia completa delle presenze e delle reti in nazionale ― Uzbekistan | Cronologia completa delle presenze e delle reti in nazionale ― Uzbekistan | Cronologia completa delle presenze e delle reti in nazionale ― Uzbekistan | Cronologia completa delle presenze e delle reti in nazionale ― Uzbekistan | Cronologia completa delle presenze e delle reti in nazionale ― Uzbekistan | Cronologia completa delle presenze e delle reti in nazionale ― Uzbekistan | Cronologia completa delle presenze e delle reti in nazionale ― Uzbekistan |
| Data                                                                      | Città                                                                     | In casa                                                                   | Risultato                                                                 | Ospiti                                                                    | Competizione                                                              | Reti                                                                      | Note                                                                      |
| ------------------------------------------------------------------------- | ------------------------------------------------------------------------- | ------------------------------------------------------------------------- | ------------------------------------------------------------------------- | ------------------------------------------------------------------------- | ------------------------------------------------------------------------- | ------------------------------------------------------------------------- | ------------------------------------------------------------------------- |
| 10-10-2019                                                                | Tashkent                                                                  | Uzbekistan                                                                | 5 – 0                                                                     | Yemen                                                                     | Qual. Mondiali 2022                                                       | -                                                                         |                                                                           |
| 15-10-2019                                                                | Kallang                                                                   | Singapore                                                                 | 1 – 3                                                                     | Uzbekistan                                                                | Qual. Mondiali 2022                                                       | -                                                                         |                                                                           |
| 14-11-2019                                                                | Tashkent                                                                  | Uzbekistan                                                                | 2 – 3                                                                     | Arabia Saudita                                                            | Qual. Mondiali 2022                                                       | -                                                                         |                                                                           |
| 19-11-2019                                                                | Tashkent                                                                  | Uzbekistan                                                                | 2 – 0                                                                     | Palestina                                                                 | Qual. Mondiali 2022                                                       | -                                                                         |                                                                           |
| Totale                                                                    |                                                                           | Presenze                                                                  | 4                                                                         |                                                                           | Reti                                                                      | 0                                                                         |                                                                           |